# ストックホルムの血浴

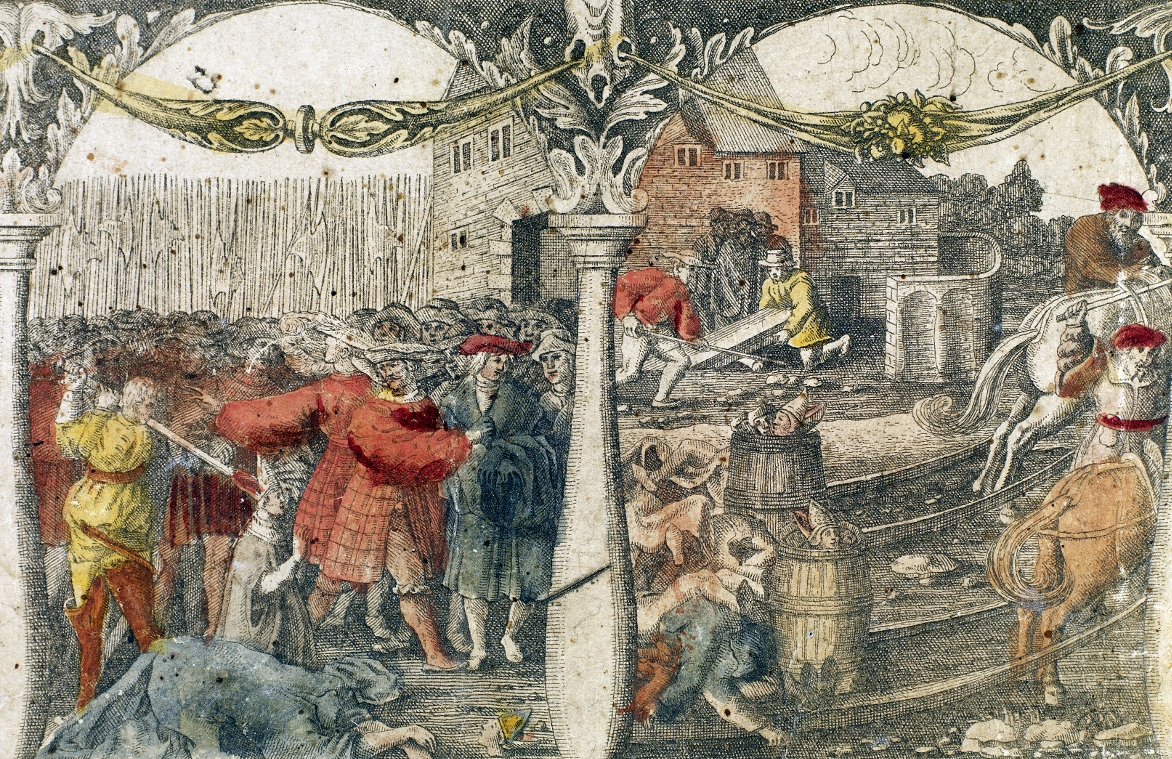
ストックホルムの血浴

ストックホルムの血浴（ストックホルムのけつよく、スウェーデン語: Stockholms blodbad）は、デンマーク王クリスチャン2世が1520年にスウェーデンのストックホルムで行なったスウェーデン人に対する処刑ないし粛清である。

## 経緯

### スウェーデンの独立を巡る内戦
事の発端となったのは、当時カルマル同盟を築き、北欧全土を勢力下に置いていたデンマーク王国に対するスウェーデン人の反乱であった。スウェーデンの独立を巡る内戦は、1435年頃から始まり、デンマーク側は反乱を何度も鎮圧していたが、スウェーデン人の独立の意志は強く、摂政のストゥーレ家を中心に執拗にデンマークの支配に抵抗していた。1518年にはスウェーデン内のカルマル同盟維持派であるウプサラ大司教グスタフ・トーレとその支持者らが独立派に敗北し、デンマークに追放された。クリスチャン2世は反乱を鎮圧するべく同年中に兵を率いてスウェーデンに進軍したがストックホルム付近でストゥーレの軍に敗北、スウェーデンを支配下に取り戻す事に失敗した。
しかしクリスチャン2世の意志は固く、1520年に大量のフランス人、ドイツ人、それにスコットランド人の傭兵を雇い入れて再度スウェーデンに侵攻した。この戦いで、独立派の指導者であった摂政、小ステン・ストゥーレが重傷を負い死亡、指導者を失った反乱軍は混乱した。デーン軍が首都に迫ってくるのを見たスウェーデンのリクスダーゲン（帝国議会）はクリスチャン2世がスウェーデンの法律に沿ってスウェーデンを統治し、反乱に参加した者達の罪を問わないのであれば彼をスウェーデンの王として認める事を決定しその旨通達した。しかしストゥーレの未亡人であるクリスティーナ・ギレンスティアーナはストックホルムで抵抗を続け、3月19日の戦闘ではデーン軍相手に勝利を収めたものの多勢に無勢だった事もあり大勢を覆すには至らず、反乱罪で処断しない事を条件に9月7日に降伏した。11月1日にはスウェーデンの代表らがクリスチャン2世をスウェーデン王として認め、忠誠を誓った。

### 「ストックホルムの血浴」
同年11月4日にクリスチャン2世はストックホルムの大聖堂で復権したトーレ大司教によって油を塗って清められ、スウェーデンの法律に沿って国を統治すると宣言した。その後3日間にわたって晩餐会を開催し、11月7日、ついに虐殺は引き起こされた。クリスチャン2世は反乱の罪を赦すという声明を発し、スウェーデン側の貴族、僧侶、都市の自由市民の有力者たちを晩餐会に招いた。彼等はクリスチャン2世の言葉を信じて投降したものの、全員がストックホルムの王宮に入城すると、大扉は閉じられ、招かれた客は総て捕らえられた。クリスチャンは最初から独立派の罪を許すつもりなどなく、これを機に独立派を根絶やしにする事でスウェーデン独立運動の息の根を止めようと画策していたのだ。
翌11月8日、形ばかりの裁判によって、彼等は死刑の判決を下され、その日の内に、スウェーデンの有力者たちは次々に処刑された。その犠牲者の数は、100名を超えた。ストックホルムの大広場は大量の血の海に染まることになった。これが後に「ストックホルムの血浴」として知られる事件のあらましである。最後までクリスチャン2世の軍勢に抵抗したクリスティーナは裏切り者の売国奴として糾弾され、クリスチャン2世によって「生き埋めか火炙りか」の2択を迫られたが気絶。領地の大半をクリスチャン2世に譲る事を条件に死刑は免れたが息子2人と共にデンマークに連れ去られ幽閉された。クリスティーナの母も罪を問われ、こちらは溺死を宣告されたがこちらも領地の大半を譲る事を条件に命だけは助けられた。彼女もまた娘と一緒にデンマークに連れ去られ幽閉される事となった。

### その後
クリスチャン2世はこの粛清によってスウェーデンでは最早大規模な反乱は起こらないものと思ったが、逆にこの事件はスウェーデン解放戦争の直接の発端となった。罪を許す事を条件に降伏を受け入れたはずなのにその言葉を裏切って独立派の面々を処刑したり独立派の象徴であったクリスティーナをデンマークに連れ去って幽閉した事はスウェーデンの人々を大いに団結させる事となった。「ストックホルムの血浴」で父を殺された若年の騎士グスタフ・ヴァーサは、北部スウェーデンに逃れその地で反乱軍を組織、独立派の新指導者としてスウェーデン独立戦争を戦い抜きスウェーデンの独立を勝ち取った。この若き騎士こそ後のスウェーデン王グスタフ1世である。